# Lissodendoryx baculata
Lissodendoryx baculata är en svampdjursart som beskrevs av Topsent 1897. Lissodendoryx baculata ingår i släktet Lissodendoryx och familjen Coelosphaeridae. Inga underarter finns listade i Catalogue of Life.